# Рейцен, Евгений Александрович
Евгений Александрович Рейцен (род. 6 ноября 1935, Киев, УССР) — советский и украинский ученый в области транспортных систем городов, проблем организации и безопасности городского движения, наружного освещения городов, городской логистики. Действительный член Инженерной академии Украины (2012), Действительный член Академии строительства Украины (2015). Профессор кафедры городского строительства Киевского Национального университета строительства и архитектуры (2001), «Отличник образования Украины» (2005). Руководитель технического комитета «Наружное освещение» Украинского комитета освещения (с 2013), член Комиссии по безопасности движения Киевской городской администрации (с 1998).
Гроссмейстер (2004), Заслуженный мастер спорта Украины по шахматной композиции (2005). Двукратный вице-чемпион мира (в командном составе) по шахматной композиции (2001—2004). Судья национальной (2000) и международной категории по шахматной композиции (2004), и тренер сборной команды Украины по решению шахматных композиций.
Поэт, автор более 350 стихотворений.

## Биография
В 1953 году окончил среднюю школу № 9 на Подоле, в 1958 году — факультет городского строительства и хозяйства Киевского инженерно-строительного института.
С 1958 года преподает на кафедре городского строительства Киевского национального университета строительства и архитектуры.
Кандидат технических наук (1972), доцент (1974). С 2001 года — профессор кафедры городского строительства.
С 1969 года — учёный секретарь, а с 1974 года — заместитель председателя секции городского движения и транспорта САУ УССР.
В 1985 году по его предложению в институте «Укркоммунремдорпроект» (Житомир) создаётся отдел по проектированию АСУД в городах УССР, а в 1986 года в КИСИ — научно-исследовательская группа по разработке технических заданий на проектирование АСУД для 20-ти областных центров Украины, а также проектирования КСОД (для Львова, Мариуполя, Краматорска, Горловки и др.), руководителем которой он был до 1992 года.
В 1998 г. в честь 50-летия специальности ГС КИСИ награждён грамотой и почётным знаком председателя Киевской городской администрации.
С 1995 по 2001 год — руководитель разработки ДБН Украины по наружному освещению, транспортным развязкам, улицам и дорогам населённых пунктов.
С 2004 по 2007 год работал (по совместительству) в должности профессора кафедры реконструкции автодорог и аэропортов Национального авиационного университета (НАУ), а с 2008 по 2013 год — профессором кафедры организации дорожного движения (по совместительству) Донецкой академии автомобильного транспорта (ДААТ).
С 2006 по 2007 год — руководитель проектов КСОД городов Львова, Краматорска и Горловки.

## Шахматная деятельность
С 1996 по 2010 год был председателем Украинской комиссии по шахматной композиции и членом Исполкома Федерации шахмат Украины, а также представителем Украины в постоянной комиссии ФИДЕ по шахматной композиции и тренером сборной команды Украины по решению шахматных композиций.
В 2004 году организовал журнал «Проблемист Украины» и был его главным редактором до 2010 года.
С 2000 года судья национальной, с 2004 года — международной категории по шахматной композиции.
С 2014 года — почётный член Международной федерации по шахматной композиции.

## Поэтическая деятельность
Первое опубликованное стихотворение — «Осколок детства» («За будівельнi кадри», 1986).
Всего увидели свет более 350 стихотворений на украинском и русском языках. Некоторые были положены на музыку.
Е. А. Рейцен — член поэтического клуба КНУСА «Стих и Я» с момента его основания (1986), его вице-президент и член краеведческого клуба «Киевляне» (с 2013).
В 2011 году опубликован его поэтический сборник «Поэтическая тетрадь» (101 стихотворение), который на Международном конкурсе им. Мирона Утриско удостоен Диплома III степени, в 2015 году — поэтический сборник «Будівничi», в который вошло 120 стихотворений автора.

## Публикации
Автор ряда статей по вопросам транспорта в Украинской Советской Энциклопедии и Энциклопедическом словаре «Киев». С 2002 г. — член редколлегии журнала «Світло-люкс». Автор более 350 научных публикаций, среди которых:
- Рейцен Е. А. О безопасности городского движения // сб. «В помощь проектировщику» — К.: Будівельник, 1964.
- Рейцен Е. А. Градостроительные требования к освещению городских улиц и дорог // сб. «Инженерное оборудование городов» — К., 1968.
- Рейцен Е. А. Освещение магистралей скоростного и непрерывного движения // «Проблемы скоростного транспорта в крупных городах», К.,1969.
- Рейцен Е. А., Олейников Г. Леонтович В. В., Рыжков А. А. Безытерационный алгоритм расчёта пассажиропотоков // Проблемы скоростного транспорта в крупных городах — К.,1969.
- Рейцен Е. А., Рыжков А. А., Олейников Г., Леонтович В. В. Применение выборочного метода при обследовании интенсивности движения транспорта на подходах к городам // Внешний транспорт в планировке городов и пригородных зон — К.: Будівельник, 1970.
- Рейцен Е. А. Исследование режима движения городского транспорта и его безопасности в период сумерек // Наука и техника в городском хозяйстве, Вып. XIX — К.: Будівельник, 1972.
- Рейцен Е. А., Богацкий Г. Ф. Пути повышения безопасности движения транспорта и пешеходов при искусственном освещении улиц //Городской транспорт и организация движения — Свердловск, 1973.
- Рейцен Е. А. Автомобилизация и безопасность городского движения //«В помощь проектировщику» — К., 1975.
- Рейцен Е. А., Майдан В. Динамическая модель безопасности движения в регионе в структуре АСУД // ИК АН УССР «Проблемы построения АСУ на транспорте» — К., 1979.
- Рейцен Е. А. Освещение Киева / Энциклопедический словарь «Киев», УРЕ, 1981.
- Рейцен Е. А. Отражение характеристик движения и его безопасности при проектировании АСУД // Докл. на междунар. конфер. по безопасн. движения, Варна, НРБ, 1981.
- Рейцен Е. А., Леонтович В. В. Из опыта научного подхода к решению некоторых вопросов организации и безопасности дорожного движения // Рациональные методы организации дорожного движения — К.: МВД УССР, 1983
- Рейцен Е. А., Полукаров В. М., Коншин Е. И. Вопросы планирования количества светофорных объектов в городах и определение очерёдности их строительства // Сб. науч. тр. ВНИИБД МВД СССР «ТСР управления и контроля» — М., 1983.
- Рейцен Е. А., Коншин Е. И., Полукаров В. М. Автоматизация управления дорожным движением в крупных городах // Проблемы больших городов, вып. 27, М., 1983.
- Рейцен Е. А. Надёжность обследований интенсивности движения в городах // Градостроительство, вып. 35, К., Будівельник, 1983.
- Рейцен Е. А., Горшков Т. Ш., Эссен А. Указания для решения вопросов организации движения транспорта и пешеходов в генеральных планах / МВД Грузинской ССР, Тбилиси, 1983.
- Рейцен Е. А. Статьи: «Трамвай», «Троллейбус», «Фуникулёр» / УРЕ, т.12, К., 1984.
- Рейцен Е. А., Хейло М. Э. Рациональные методы организации дорожного движения в больших городах // «Проблемы больших городов», Вып. 26, М., 1988.
- Рейцен Е. А., Дёмин Н. М., Дмитриев Г. Применение экспертных систем на стадии проектирования АСУ городским движением // Тезисы докл. IV Всесоюзн. конфер. «Управление большим городом», М., 1989.
- Рейцен Е. А., Казимирова. Обеспечение безопасности дорожного движения в больших городах при искусственном освещении // Проблемы больших городов, Вып. 9, М. 1989.
- Рейцен Е. А. Временные нормативы по проектированию КСОД в городах УССР / Госстрой УССР, К., 1990, 26 с.
- Рейцен Е. А., Миронюк В. В. Проблемы обеспечения безопасности пешеходного движения в больших городах // Обзорная информация МГЦНТИ, 1990, вып. 14, 20 с.
- Рейцен Є.О., Гольдштейн В., Приятель А. Н. Методичні рекомендації по визначенню місць концентрації ДТП на вулично-дорожній мережі міст // ГУ ДАІ МВС України К., 1992, 23 с.
- Рейцен Е. А. О разработке теории городского движения // Містобудування та територ. планування: Наук.-тех. збір. Вип. 1. — К., КДТУБА, 1998, С.48-54.
- Рейцен Є.О. Дослідження підвищення ефективності АСУДР в Україні // Наук.-техн. вісник «Безпека дорожнього руху України» № 1 — 1999, С.79-89.
- Рейцен Е. А. О классификации транспортных узлов в городах // Наук.-техн. вісник «Безпека дорожнього руху України» № 2 — 1999, С. 36-42.
- Рейцен Е. А., Дубова С. В., Кучеренко Н. Н. Функционирование и основные тенденции изменения экономических аспектов транспортных систем Украины // Матер. V межд. (восьмой екатеринбургской) науч.-практ. конф. «Социал.-эконом. пробл. развит. трансп. сист. городов и зон их влияния» — Екатеринбург, Комвакс. — 1999, С. 22-24.
- Рейцен Е. А. Конфликтные ситуации в дорожном движении и АСУД // Наук.-техн. вісник «Безпека дорожнього руху України» № 4 — 1999, С.83-87.
- Рейцен Е. А., Андреев М. Б. О моделировании расселения в городах Украины // Містобудування та територ. планування: Наук.-техн. збірн. Вип.9 — К., КНУБА, 2001, С. 207—219.
- Рейцен Е. А., Верескун Н. В. Оптимизация размещения и строительства объектов инженерной инфраструктуры в транспортных коридорах Украины //Містобудування та територ.планування: Наук.-техн.збірн. Вип.9 — К., КНУБА, 2001, С. 239—250.
- Рейцен Є. О., Христюк М. М., Пшенична Л., Гомеля І. П. ДБН України В.2.3-5-2001. Вулиці та дороги населених пунктів / Держбуд України, 2001.
- Рейцен Е. А., Кучеренко Н. Н. Нормирование, проектирование и строительство объектов транспортной инфраструктуры в городах Украины (на примере АЗС) // Матер. VIII междун. (11-й екатеринбургской) научн.-практ. конф. «Социал.-экон. пробл. развит. трансп. сист. городов и зон их влияния» — Екатеринбург, Комвакс. −2002, С. 108—113.
- Рейцен Е. А., Кужильный И. Л. Методы оценки социально-экономического ущерба от ДТП // Наук.-техн. вісник НДЦ БДР МВС України, № 1-2 — 2003, С.5-11.
- Рейцен Е. А., Богданов А. Г. Оптимизация цикла работы светофора с использованием методов линейного программирования // Містобудування та територ.планування: Наук.-тех.збірн. Вип. 14 — К., КНУБА, — 2003, С. 143—151.
- Рейцен Е. А., Васильева А. Ю. Планировка улично-дорожной сети и задержки транспорта // Містобудування та територ. планування: Наук.-тех.збірн. Вип. 15 — К., КНУБА, — 2003, С.28-43.
- Рейцен Є.О., Степанчук О. В. Методи створення і ведення транспортно-екологічного моніторингу у містах України // Містобудування та територ. планування: Наук.-техн. збірн. Вип. 17 — К., КНУБА, — 2004, С. 178—191.
- Рейцен Є.О., Каракай С. В. та ін. Методичні рекомендації по застосуванню дорожніх знаків, дорожньої розмітки і маршрутного орієнтування // Наук.-техн. вісник НДЦ БДР МВС України, № 4 — 2004, 168 с.
- Рейцен Є.О., Присяжнюк А., Каракай С. В. та ін. Дослідження аварійності на пасажирському автотранспорті в Україні за 10 років (1994—2004) // Наук.-техн. вісник НДЦ БДР МВС України, № 4 — 2004, 15 с.
- Рейцен Е. А., Толок А. В. Градостроительное проектирование — основа обеспечения безопасности движения // Містобудування та територ. планування: Наук.-техн. збірн. Вип. 22 — К., КНУБА, — 2005, С. 169—172.
- Рейцен Е. А., Кучеренко Н. Н. О градостроительной логистике // Містобудування та територ. планування: Наук.-техн. збірн. Вип. 23 — К., КНУБА, — 2006, С. 121—128.
- Рейцен Є.О., Васильєва Г. Ю. Застосування теорії графів для моделювання транспортних потоків у містах // Містобудування та територ.планування: Наук.-тех.збірн. Вип. 23 — К., КНУБА, — 2006, С. 36-44.
- Рейцен Е. А., Вишневская А. В. О транспортном обслуживании аэропортов // Містобудування та територ. планування: Наук.-техн. збірн. Вип. 24 — К., КНУБА, — 2006, С. 175—188.
- Рейцен Є.О., Христюк М. М. та ін. ДБН В.22-2006. Автостоянки і гаражі для легкових автомобілів.
- Рейцен Є.О. Зовнішнє освітлення міст України (історія, сучасність, майбутнє) // Містобудування та територ. планування: Наук.-техн. збірн. Вип. 31 — К., КНУБА, — 2008, С. 317—319.
- Рейцен Є.О. Дослідження операцій в містобудуванні (досвід кафедри МБ КНУБА) // Містобудування та територ. планування: Наук.-техн. збірн. Вип. 31 — К., КНУБА, — 2008, С. 312—316.
- Рейцен Е. А. Градостроительный аспект безопасности движения // Матер. XV междунар. (18-й екатеринбургской) научн.-практ. конф. «Социал.-экон. проблемы развития трансп. систем городов и зон их влияния» — Екатеринбург: Комвакс. — 2009, С.171-178.
- Рейцен Е. А., Кучеренко Н. Н. Инновации при проектировании и строительстве объектов инженерно-транспортной инфраструктуры // Містобудування та територ. планування: Наук.-техн. збірн. Вип. 37 — К., КНУБА, — 2010, С. 444—450.
- Рейцен Є.О., Толок О. В., Руденков Е. В. Методика моделювання розподілу дорожньо-транспортних пригод по вулично-дорожній мережі міста // Вісник ДААТ, № 4. — 2010. — С. 24-31.
- Рейцен Є.О. Транспортна політика і проблема безпеки дорожнього руху у містах // Матеріали ІХ міжнарод. наук.-пр. конф. «Безпека дорожнього руху. Правові та організаційні аспекти». — Київ, 12.11.2014. — К., 2014. — С. 94-99.
- Рейцен Є.О. Навчальний посібник «Організація і безпека міського руху». — К., 2014. — 456 с.

## Награды
- Знак «Отличник образования Украины» (2005)
- За выдающиеся достижения в сфере развития транспортных систем городов награждён Международной медалью им. А. А. Полякова в номинации «Ученый года» (2009);
- Медаль им. М. Г. Видуева (2015);
- Знак «Ветеран КНУСА» (2007);
- Знак почета Киевского национального университета строительства и архитектуры (2010);
- Знак МОН Украины «За достижения в науке и образовании» (2015).